# Гагаузи в Україні
Гагаузи в Україні — гагаузька етнічна меншина, яка проживає на території України. Загальна чисельність діаспори (згідно з даними перепису) становить 31 923 особи, більшість яких проживає в Одеській області (86,51% громади).

## Розселення
Гагаузи — тюркомовний народ, який на території України проживає переважно в Одеські області, де становить 1,1% населення регіону. Кількість гагаузів у період між переписами 1989 і 2001 років зросла на 0,9%, а питома вага серед жителів області — на 0,1%.
Регіони України за кількістю гагаузів у 2001 р.:
|                           | чисельність |
| Одеська область           | 27617       |
| Миколаївська область      | 877         |
| Донецька область          | 494         |
| Автономна Республіка Крим | 387         |
| Дніпропетровська область  | 365         |
| Луганська область         | 275         |
| Запорізька область        | 268         |
| Херсонська область        | 239         |
| Харківська область        | 205         |
| інші регіони              | 1196        |
| всього                    | 31923       |

Гагаузи компактно проживають на півдні та південному заході Одеської області у Болградському (18,7%), Ренійському (7,9%), Тарутинському (6,0%), Кілійському (3,8%) та Арцизькому (1,8%) районах. Кількість гагаузів зростала у Іванівському (+100,0%), Овідіопольському (+100,0%), Болградському (+0,7%) районах та місті Ізмаїл (+14,3%), дещо скоротилась у Кілійському (-14,8%), Арцизькому (-10,0%), Тарутинському (-6,9%) та Ренійському (-5,9%) районах.
Гагаузи також традиційно жили на півдні Запорізької області, куди вони переселилися з Буджаку разом із болгарами та албанцями після Кримської війни. Там гагаузьке населення було присутнє у селах Олександрівка, Вовчанське, Голівка, Дечня, Димитрівка.

## Мова

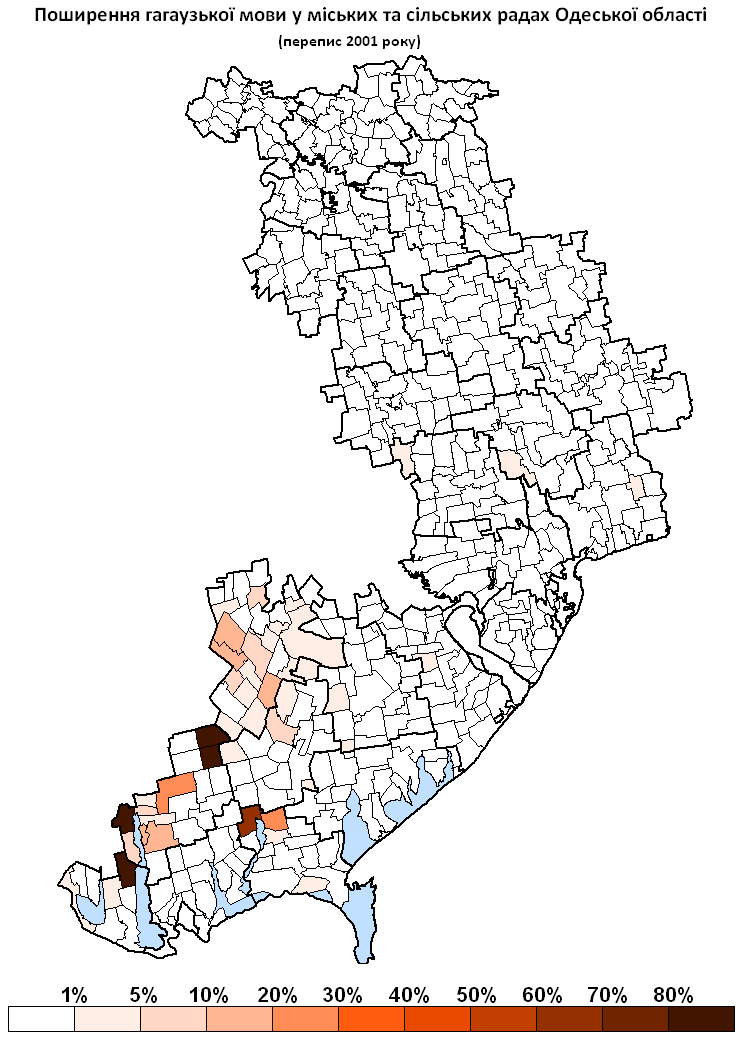
Поширення гагаузької мови у Одеській області за переписом 2001 р.

Більшість гагаузів (71%) вважає рідною гагаузьку мову, значна частка (23%) вважають рідною російську.

Рідна мова гагаузів України за даними переписів населення:
|                 | 1970   | %    | 1989   | %    | 2001   | %    |
| --------------- | ------ | ---- | ------ | ---- | ------ | ---- |
| Гагаузька мова  | 23 564 | 89,0 | 25 401 | 79,5 | 22 822 | 71,5 |
| Російська мова  | 2 171  | 8,2  | 5 478  | 17,1 | 7 232  | 22,7 |
| Українська мова | 155    | 0,6  | 450    | 1,4  | 1 102  | 3,5  |
| Інша            | 574    | 2,2  | 638    | 2,0  | 496    | 1,6  |

Райони компактного проживання гагаузів за результатами перепису 2001 року.
| Місто/Район        | Область | Рідна мова гагаузька | Гагаузи за національністю | Носіїв мови до / гагаузів |
| Болградський район | Одеська | 17,8%                | 18,7%                     | 95%                       |
| Ренійський район   | Одеська | 6,8%                 | 7,9%                      | 86%                       |
| Кілійський район   | Одеська | 3,7%                 | 3,8%                      | 97%                       |
| Тарутинський район | Одеська | 3,3%                 | 6,0%                      | 55%                       |

Населені пункти, у яких гагаузьку мову назвали рідною більшість населення.
| Населений пункт  | Район              | Область         | % гагаузькомовних |
| с. Дмитрівка     | Болградський район | Одеська область | 96,2              |
| с. Олександрівка | Болградський район | Одеська область | 89,4              |
| с. Котловина     | Ренійський район   | Одеська область | 86,7              |
| с. Виноградівка  | Болградський район | Одеська область | 86,2              |
| с. Старі Трояни  | Кілійський район   | Одеська область | 69,6              |